# Tetratheca pilifera
Tetratheca pilifera är en tvåhjärtbladig växtart som beskrevs av John Lindley. Tetratheca pilifera ingår i släktet Tetratheca och familjen Elaeocarpaceae. Inga underarter finns listade i Catalogue of Life.